# Pigna, Haute-Corse
Pigna är en kommun i departementet Haute-Corse på ön Korsika i Frankrike. Kommunen ligger i kantonen L'Île-Rousse som tillhör arrondissementet Calvi. År 2022 hade Pigna 122 invånare.

## Befolkningsutveckling
Antalet invånare i kommunen Pigna
Referens:INSEE